# Гранд-Прері (Альберта)
Ґранд-Прері (англ. Grande Prairie) — місто (62,3 км²) в провінції Альберта в Канаді. Місто розташоване на Шосе № 43 (англ. Highway 43). Ґранд-Прері розташований за 460 км на північний захід від міста Едмонтон і за 2 480 км на південний схід від міста Фербенкс.
Населення: 50 227 мешканців (2007) з густотою 806,2/км².
Місто є центром видобутку нафти і природного газу.

## Клімат
Місто знаходиться у зоні, котра характеризується континентальним субарктичним кліматом. Найтепліший місяць — липень із середньою температурою 16.2 °C (61.2 °F). Найхолодніший місяць — січень, із середньою температурою -13.6 °С (7.6 °F).
| Клімат Ґранд-Прері      | Клімат Ґранд-Прері | Клімат Ґранд-Прері | Клімат Ґранд-Прері | Клімат Ґранд-Прері | Клімат Ґранд-Прері | Клімат Ґранд-Прері | Клімат Ґранд-Прері | Клімат Ґранд-Прері | Клімат Ґранд-Прері | Клімат Ґранд-Прері | Клімат Ґранд-Прері | Клімат Ґранд-Прері | Клімат Ґранд-Прері |
| Показник                | Січ.               | Лют.               | Бер.               | Квіт.              | Трав.              | Черв.              | Лип.               | Серп.              | Вер.               | Жовт.              | Лист.              | Груд.              | Рік                |
| Абсолютний максимум, °C | 15,2               | 11,8               | 16,1               | 29,2               | 31,3               | 33,3               | 35,6               | 34,5               | 31,1               | 28,9               | 22,2               | 13,3               | 35,6               |
| Середній максимум, °C   | −8                 | −4,8               | 0,6                | 10,1               | 16,8               | 20,5               | 22,6               | 21,7               | 16,6               | 9,4                | −1,8               | −6                 | 8,1                |
| Середня температура, °C | −13,6              | −10,6              | −4,9               | 4,1                | 10,2               | 14,3               | 16,2               | 15,1               | 10,2               | 3,6                | −6,6               | −11,3              | 2,2                |
| Середній мінімум, °C    | −19                | −16,4              | −10,3              | −2                 | 3,6                | 8,1                | 9,8                | 8,3                | 3,8                | −2,1               | −11,4              | −16,7              | −3,7               |
| Абсолютний мінімум, °C  | −52,2              | −48,3              | −42,8              | −35,6              | −8,7               | −2,2               | 0,6                | −2,8               | −10,6              | −31,7              | −40,6              | −47,2              | −52,2              |
| Норма опадів, мм        | 29.9               | 16.4               | 16.9               | 19.8               | 41                 | 75.9               | 76.1               | 55.8               | 43                 | 26                 | 25.4               | 18.9               | 445.1              |
| Днів з опадами          | 12,1               | 9,2                | 8,7                | 6,9                | 9,8                | 12,8               | 13,1               | 12,4               | 11,5               | 10,1               | 11,1               | 10,6               | 128,2              |
| Днів з дощем            | 1,9                | 0,8                | 1,6                | 4,8                | 10                 | 13,2               | 13,4               | 11,8               | 11,5               | 7,7                | 2,8                | 0,8                | 80,4               |
| Днів зі снігом          | 11,6               | 8,8                | 8,2                | 3,4                | 0,6                | 0                  | 0                  | 0,1                | 1                  | 4                  | 9,2                | 10,3               | 57,3               |
| Вологість повітря, %    | 86                 | 86                 | 78                 | 70                 | 58                 | 63                 | 63                 | 65                 | 67                 | 73                 | 85                 | 88                 | 74                 |
| ----------------------- | ------------------ | ------------------ | ------------------ | ------------------ | ------------------ | ------------------ | ------------------ | ------------------ | ------------------ | ------------------ | ------------------ | ------------------ | ------------------ |
| Джерело: Weatherbase    |                    |                    |                    |                    |                    |                    |                    |                    |                    |                    |                    |                    |                    |

## Галерея

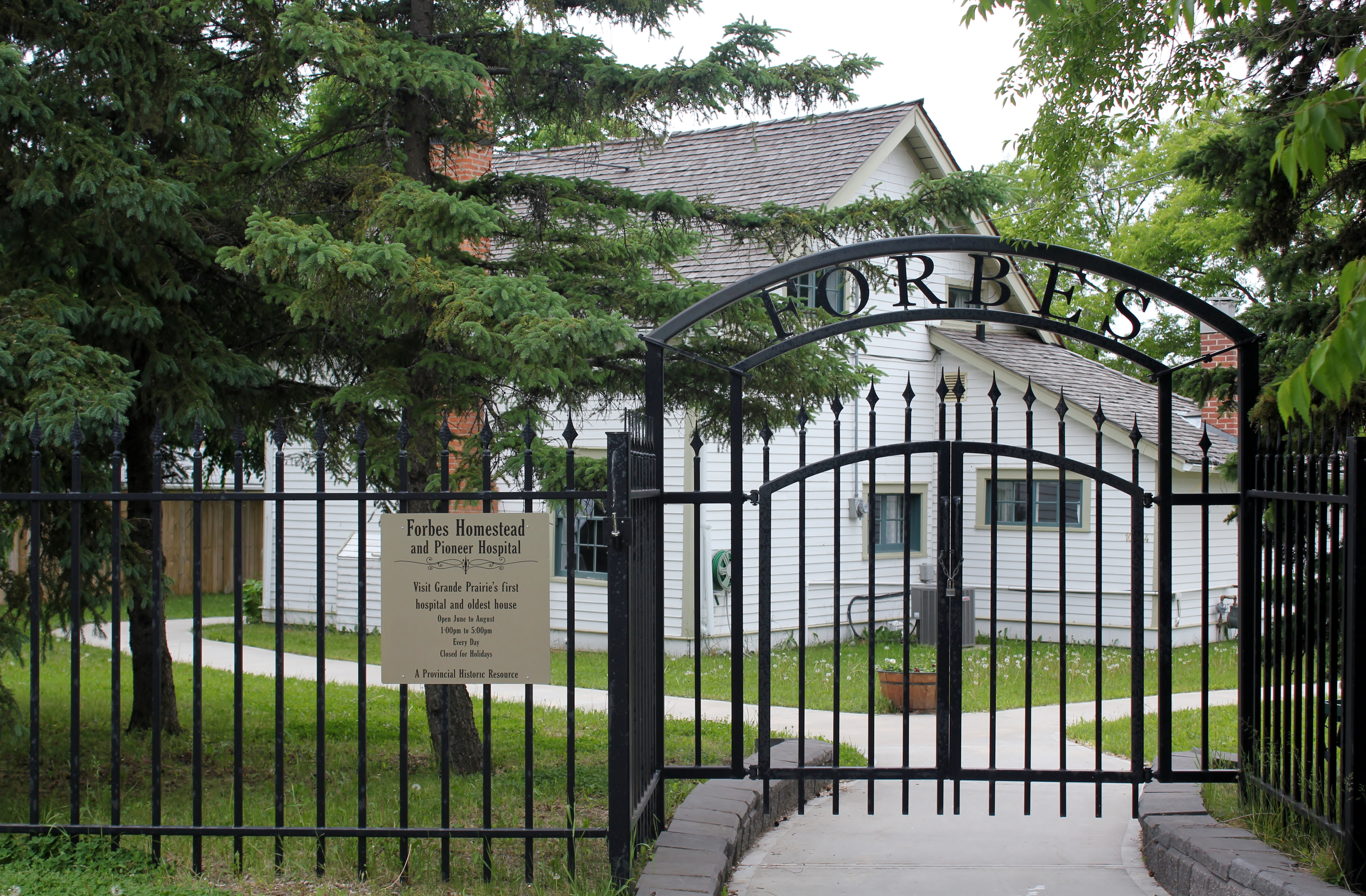
Садиба Преподобного Форбса — пам'ятка історії
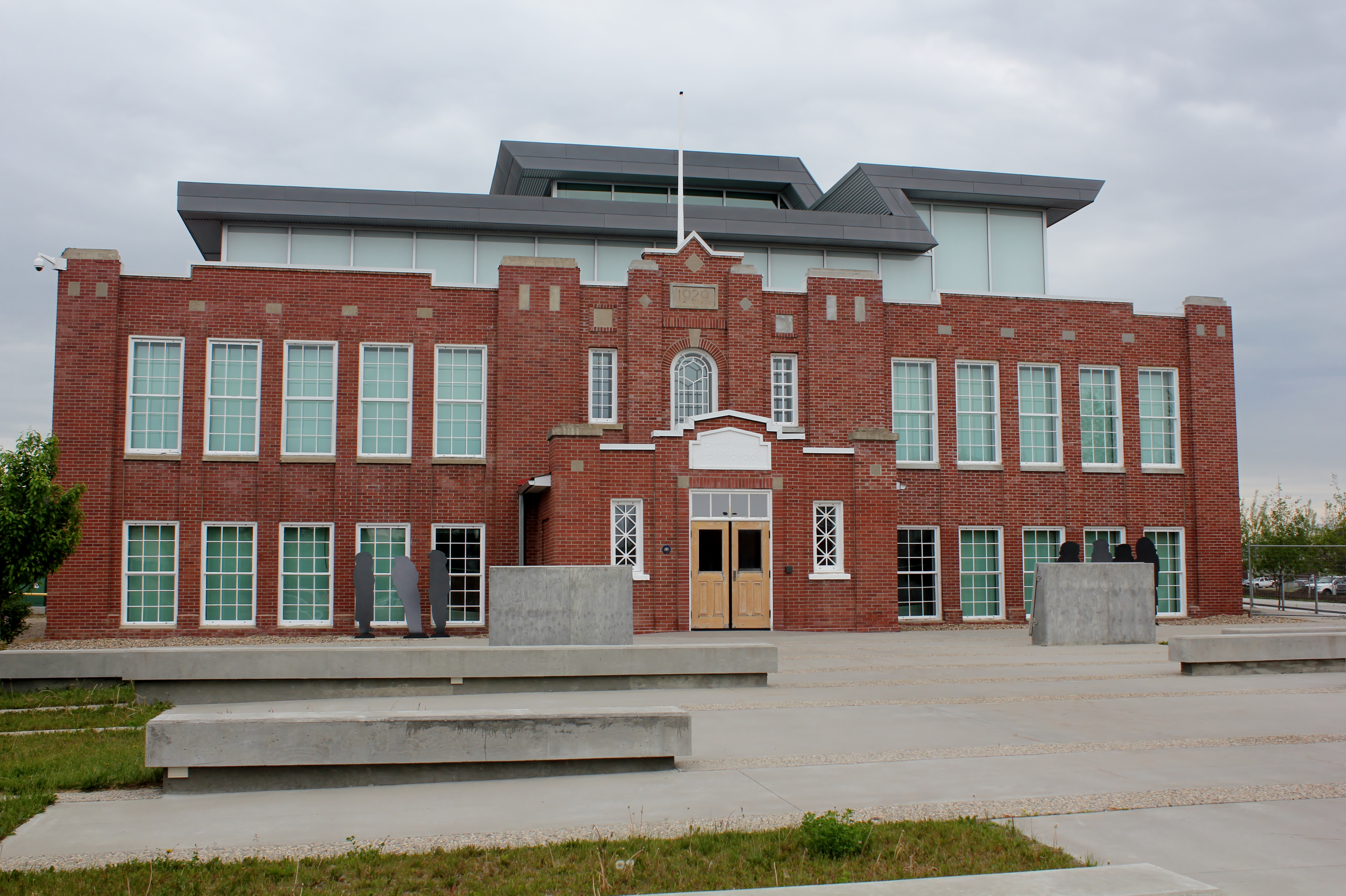
Будівля загальноосвітньої школи
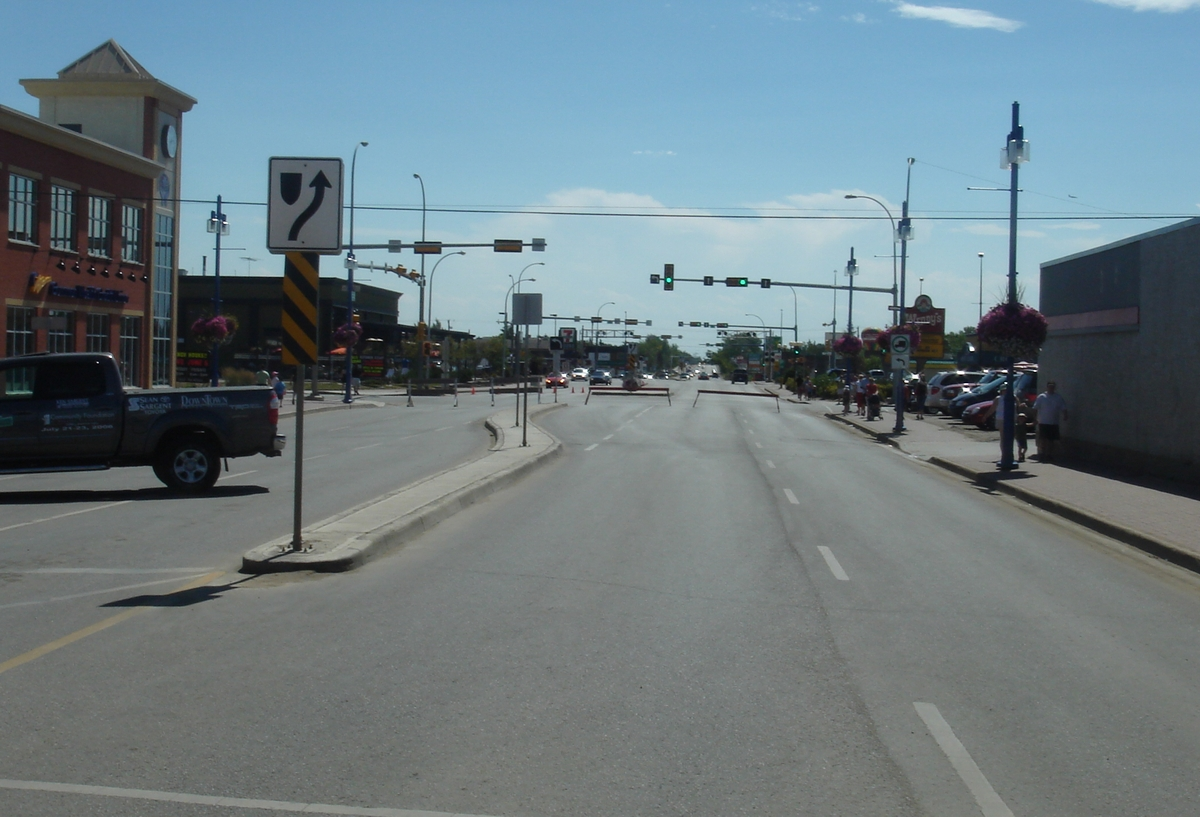
Центр міста